# أندرو أوليفر (سياسي)
أندرو أوليفر (بالإنجليزية: Andrew Oliver)‏ هو سياسي أمريكي، ولد في 28 مارس 1706 في بوسطن في الولايات المتحدة، وتوفي بنفس المكان في 3 مارس 1774. انتخب حاكم ماساتشوستس.